# Schussen
De Schussen (Duits: Die Schussen) is een onbevaarbare rechterzijrivier van de Rijn, die uitmondt aan de noordoever van het Bodenmeer in Zuid-Duitsland.

## Geografie
De rivier is 59 km lang en begint op 577 meter hoogte boven zeeniveau ca. anderhalve kilometer ten noorden van Bad Schussenried. De Schussen stroomt door een in het Pleistoceen ontstane heuvelrug met de naam Oberschwäbisches Hügelland naar het zuiden om vlak voor Eriskirch, op een hoogte van 395 meter hoogte boven zeeniveau, uit te monden in een moerasgebied aan de Bodensee met de naam Eriskircher Ried. Het stroomgebied van de rivier is 815 km² groot.
De rivier stroomt in haar geheel door de Duitse deelstaat Baden-Württemberg. De voornaamste plaatsen aan de rivier zijn Bad Schussenried, Aulendorf, Weingarten, Ravensburg, Meckenbeuren en Eriskirch, dat vlak ten oosten van Friedrichshafen ligt.

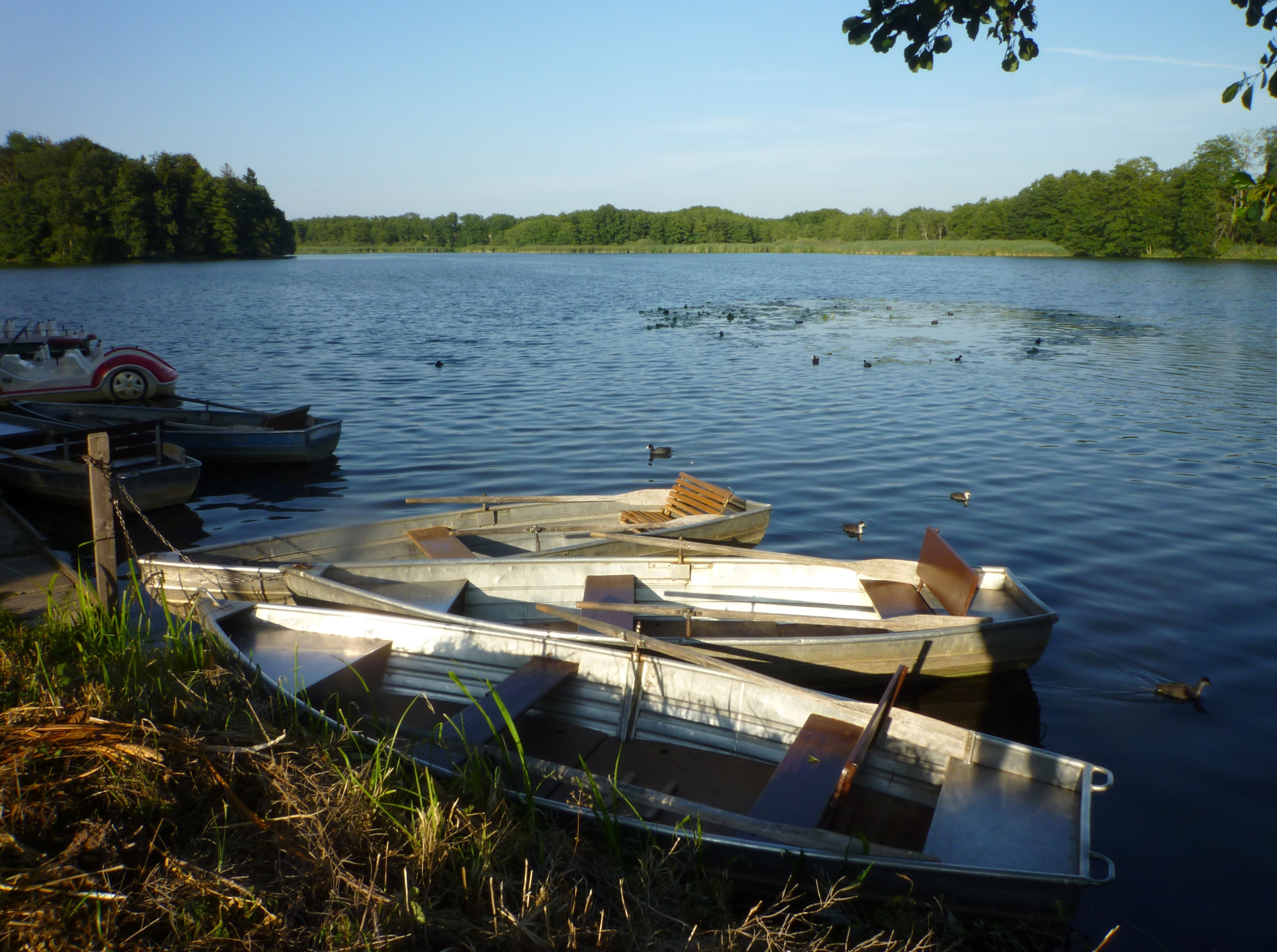
Schwaigfurter Weiher

Op 2½ km ten zuiden van Bad Schussenried ligt op 548 meter hoogte een in de middeleeuwen door monniken aangelegde molenvijver, de bijna 14 hectare grote Schwaigfurter Weiher, thans natuurgebied.
De Schussen heeft talrijke zijbeken en -riviertjes, waarvan er verscheidene een naam op -ach (-aa of -water) dragen. De belangrijkste is het linker zijriviertje Wolfegger Ach, dat bijna 50 km lang is en op 436 meter hoogte in de Schussen uitmondt; het oevergebied van deze beek is een, ecologisch zeer waardevol, natuurgebied. Geen van deze zijbeken is bevaarbaar.

## Bruggen over de Schussen

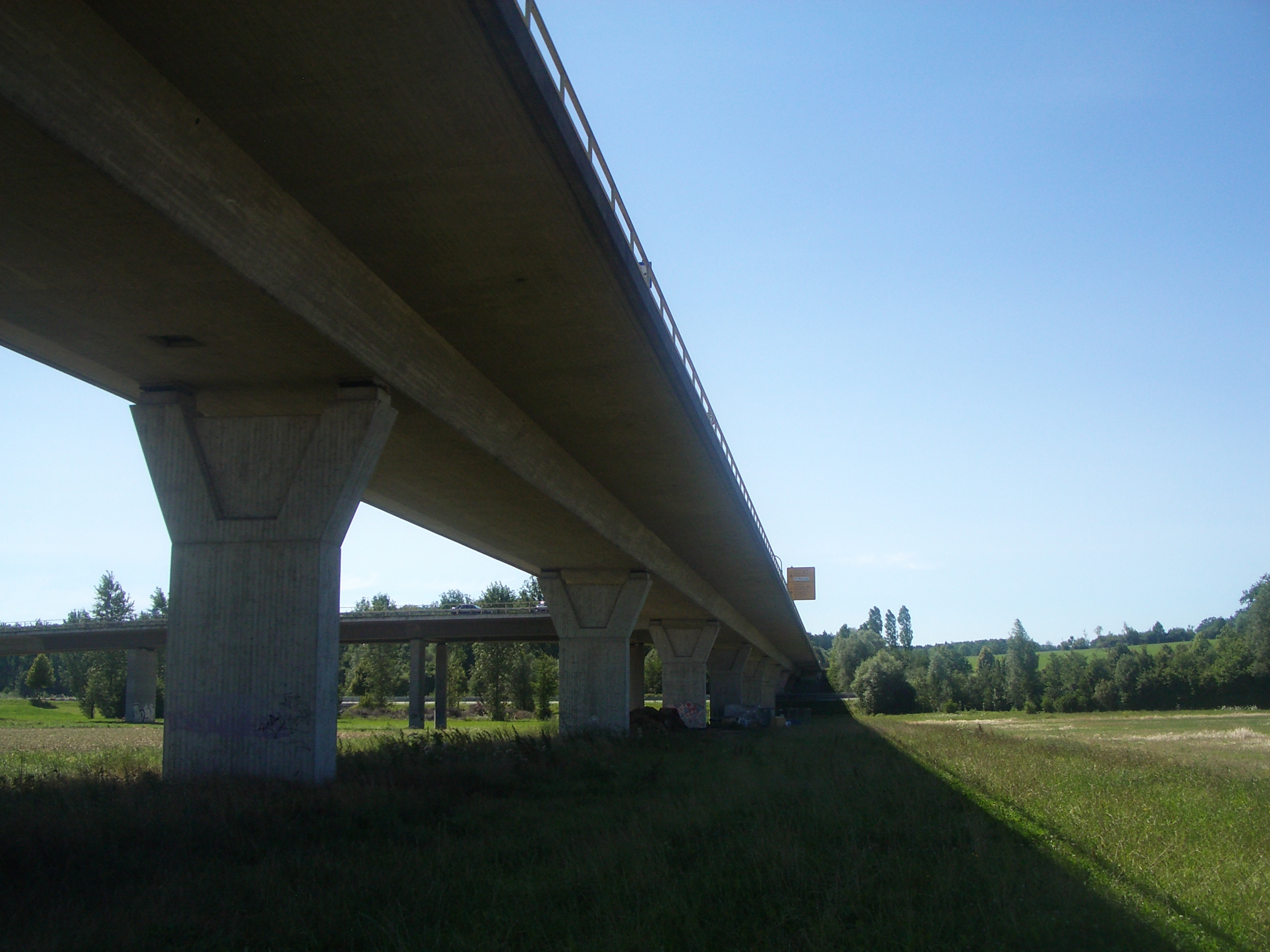
De Schussentalbrücke in Ravensburg
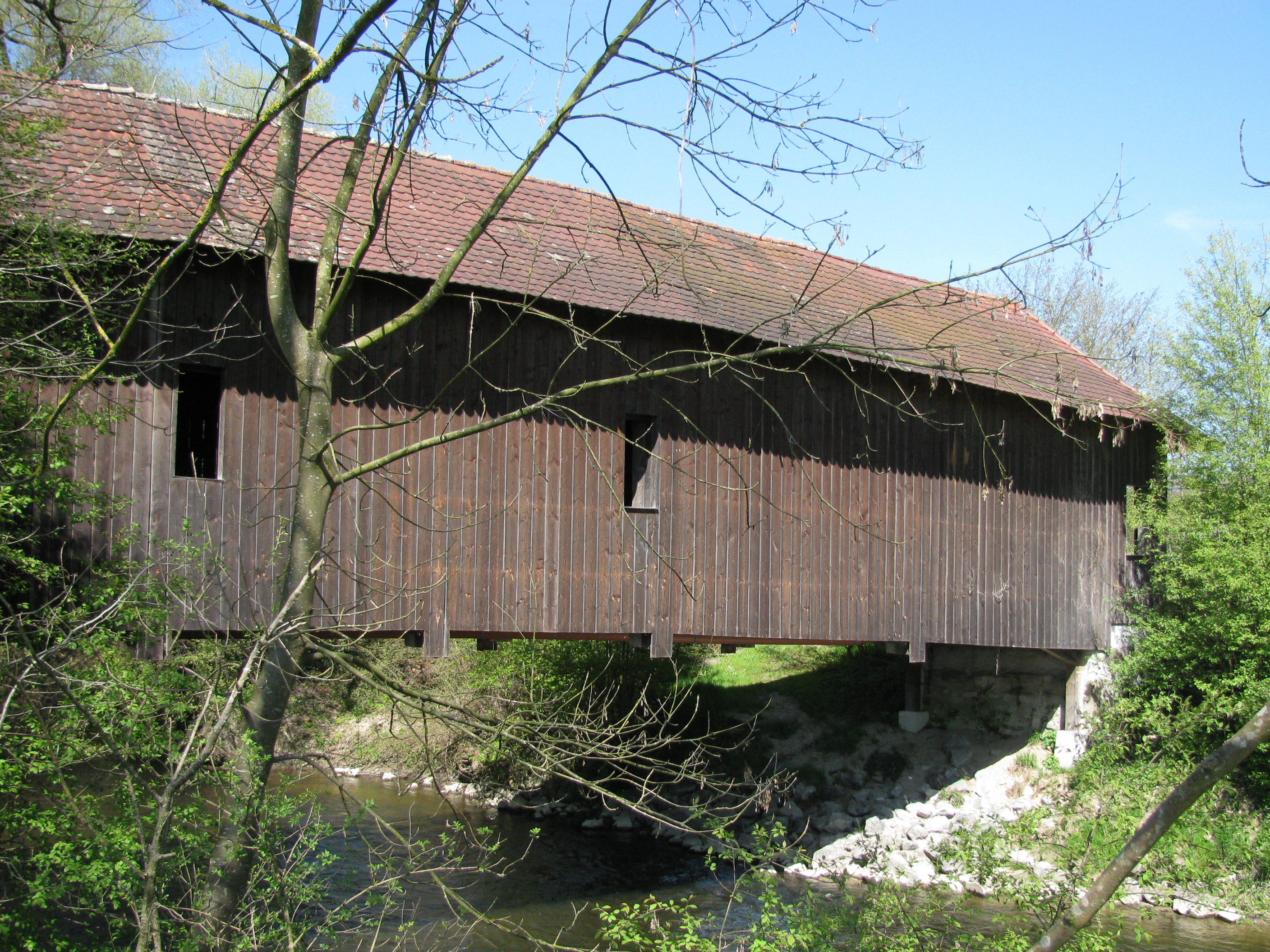
Houten brug te Eriskirch-Baumgarten (1824)
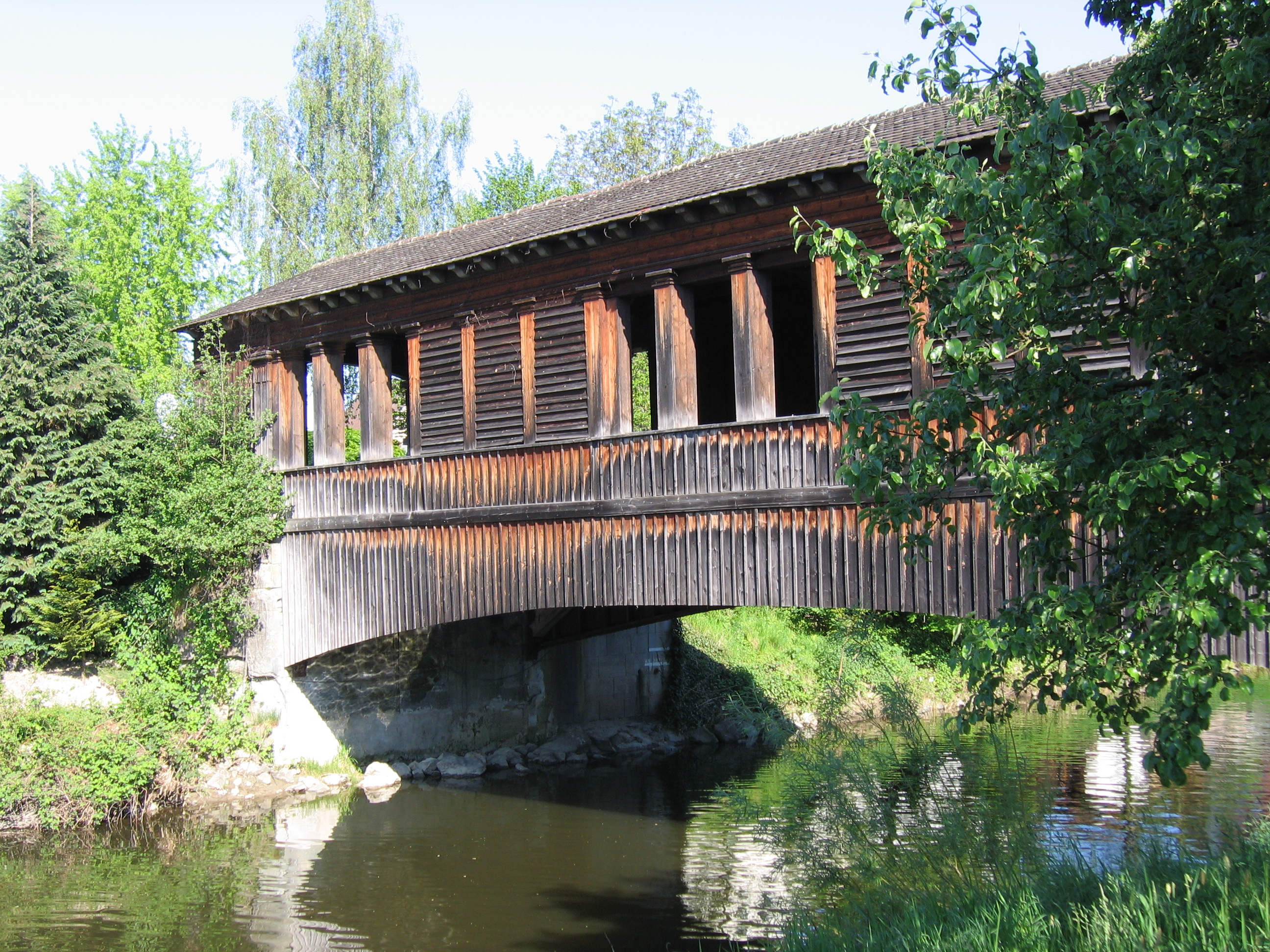
Houten brug in het centrum van Eriskirch (1828)
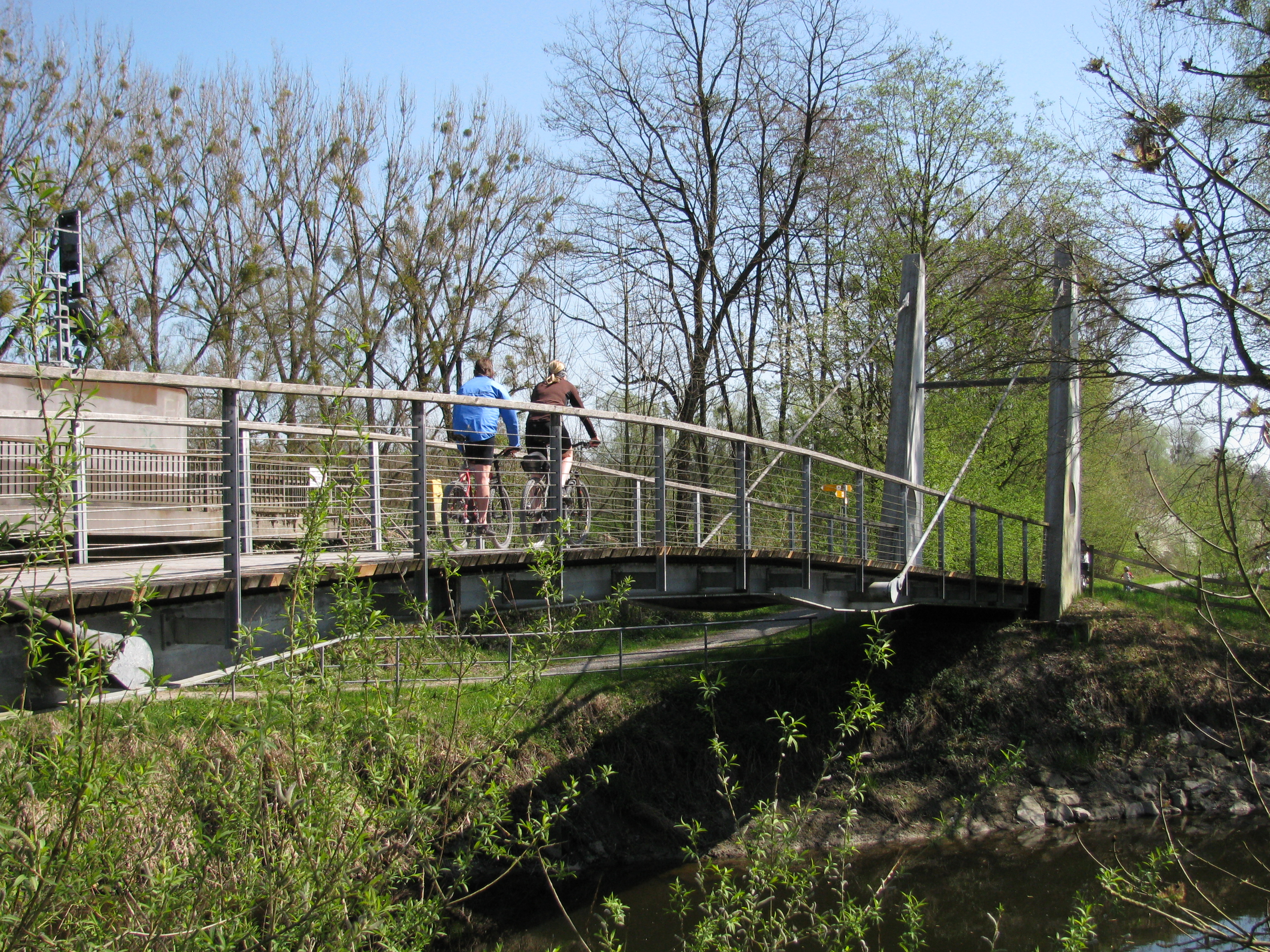
Hangbruggetje in Eriskirch

- Gemeinsame Normdatei: 4053628-2
- Nationale Bibliotheek van Tsjechië: ge1088823
- Virtual International Authority File: 235478504